# Eparchie Ujjain
De eparchie Ujjain (Latijn: Dioecesis Uiiainensis) is een Syro-Malabar-katholieke eparchie met als zetel Ujjain, in India. De eparchie is suffragaan aan het aartsbisdom Bhopal. 

## Geschiedenis
De eparchie werd opgericht op 29 juli 1968, als het apostolisch exarchaat Ujjain, uit delen van het bisdom Indore. Op 26 februari 1977 werd het verheven tot eparchie. 

## Parochies
De eparchie had in 2020 een oppervlakte van 18.441 km2 en telde 6.408.700 inwoners waarvan 0,1% rooms-katholiek was.

## Bisschoppen
- John Perumattam (exarch: 29 juli 1968, bisschop: 26 februari 1977 - 4 april 1998)
- Sebastian Vadakel (4 april 1998 - heden)

Bhopal (aartsbisdom) · Gwalior · Indore · Jabalpur · Jhabua · Khandwa · Sagar (Syro-Malabar) · Satna (Syro-Malabar) · Ujjain (Syro-Malabar)